# Lexicalització
La lexicalització és la fixació com a substantiu d'una expressió, d'un sintagma o d'una de les formes flexives d'un lexema. Es parla de lexicalització quan un sintagma o un mot esdevé una forma lèxica el significat de la qual no és predictible a partir dels significats dels seus components.
És un fenomen que afecta el significat originari del terme i la forma gràfica. Per exemple: llengüeta, no significa només 'llengua menuda', sinó que s'ha lexilcalitzat com a substantiu que designa una part de la sabata; o corredor, no vol dir que siga el lloc on es corre, sinó una part d'un immoble; o jaqueta, no significa 'jaca menuda', sinó que designa una peça de vestir. Altres mostres de lexicalització són les paraules creades per composició maldecap (que prové de la lexicalització del sintagma mal de cap) i aiguardent (que prové del sintagma aigua ardent).